# Аріель Рамірес
Аріе́ль Рамі́рес (ісп. Ariel Ramírez; 4 вересня 1921, Санта-Фе, Аргентина — 18 лютого 2010, Монте-Гранде, Буенос-Айрес, Аргентина) — аргентинський композитор, дослідник народної музики і традиційних ритмів Південної Америки.

## Біографія
Народився в родині учителя.
У 1950—1954 роках навчався в Мадриді, Римі і Відні. Після повернення в Аргентину зібрав близько чотирьохсот народних і популярних пісень. Згодом заснував Compañía de Folklore Ariel Ramírez.
Автор понад 300 музичних творів. Твори виконували Пласідо Домінго, Хосе Каррерас, Монсеррат Кабальє, Мерседес Соса.
У 1970—1978 і в 1993—2004 роках — голова Спілки композиторів Аргентини.
Помер від пневмонії у шпиталі міста Монте-Гранде. Похований на кладовищі Ла-Чакаріта.

## Творчість
Одна з найвідоміших композицій — «Misa Criolla», меса для тенора, змішаного хору, перкусії, фортепіано та народних інструментів, повністю заснована на традиційних ритмах (chacarera, carnavalito, estilo pampeano).
Є автором знаменитої мелодії, відомої як «Жайворонок» (фр. «Alouette») у виконанні оркестру Поля Моріа. В оригіналі мелодія — уривок з кантати для хору Navidad Nuestra. Мелодія використовувалася в заставці радянської телепрограми «У світі тварин».